# Cúp C1 châu Âu 1967–68
Cúp C1 châu Âu 1967–68 là mùa giải Cúp C1 châu Âu thứ 13, bao gồm các câu lạc bộ bóng đá hàng đầu châu Âu tham dự do Liên đoàn bóng đá UEFA tổ chức. Đội bóng lên ngôi vô địch là Manchester United sau khi đánh bại Benfica với tỷ số 4–1 trên sân vận động Wembley tại Luân Đôn, Anh. Danh hiệu này đánh dấu 10 năm sau Thảm họa hàng không München khi Quỷ đỏ mất 8 cầu thủ trụ cột trong khi huấn luyện viên Matt Busby thường xuyên bị bệnh tật hành hạ. Đây là danh hiệu Cúp C1 đầu tiên mà một đội bóng Anh giành được.
Quy tắc bàn thắng sân khách lần đầu tiên được áp dụng. Nếu sau hai lượt trận cả hai đội hòa nhau thì sẽ thi đấu thêm thời gian hiệp phụ nhưng chỉ áp dụng cho vòng đầu tiên. Celtic là nhà đương kim vô địch bị loại bởi Dynamo Kyiv ngay vòng đầu tiên.

## Vòng 1
| Đội 1                  | TTS     | Đội 2           | Lượt đi | Lượt về |
| ---------------------- | ------- | --------------- | ------- | ------- |
| Olympiakos Nicosia     | 3–5     | Sarajevo        | 2–2     | 1–3     |
| Manchester United      | 4–0     | Hibernians      | 4–0     | 0–0     |
| Celtic                 | 2–3     | Dynamo Kyiv     | 1–2     | 1–1     |
| Górnik Zabrze          | 4–0     | Djurgården      | 3–0     | 1–0     |
| Basel                  | 4–5     | Hvidovre        | 1–2     | 3–3     |
| Ajax                   | 2–3     | Real Madrid     | 1–1     | 1–2     |
| Skeid                  | 1–2     | Sparta Praha    | 0–1     | 1–1     |
| Karl-Marx-Stadt        | 2–5     | Anderlecht      | 1–3     | 1–2     |
| Dundalk                | 1–9     | Vasas           | 0–1     | 1–8     |
| Valur                  | 4–4 (a) | Jeunesse Esch   | 1–1     | 3–3     |
| Glentoran              | 1–1 (a) | Benfica         | 1–1     | 0–0     |
| Saint-Étienne          | 5–0     | KuPS            | 2–0     | 3–0     |
| Beşiktaş               | 0–4     | Rapid Wien      | 0–1     | 0–3     |
| Eintracht Braunschweig | (w/o)   | Dinamo Tirana   | –       | –       |
| Olympiakos             | 0–2     | Juventus        | 0–0     | 0–2     |
| Botev Plovdiv          | 2–3     | Rapid Bucureşti | 2–0     | 0–3     |

### Lượt đi
| Olympiakos Nicosia             | 2–2      | Sarajevo       |
| ------------------------------ | -------- | -------------- |
| Kettenis 1' · Tešan 43' (l.n.) | Chi tiết | Antić 50', 58' |

| Manchester United              | 4–0      | Hibernians |
| ------------------------------ | -------- | ---------- |
| Sadler 12', 58' · Law 43', 62' | Chi tiết |            |

| Celtic     | 1–2      | Dynamo Kyiv               |
| ---------- | -------- | ------------------------- |
| Lennox 62' | Chi tiết | Puzach 4' · Byshovets 29' |

| Górnik Zabrze                   | 3–0      | Djurgården |
| ------------------------------- | -------- | ---------- |
| Lubański 41', 86' · Lentner 88' | Chi tiết |            |

| Basel      | 1–2      | Hvidovre                  |
| ---------- | -------- | ------------------------- |
| Hauser 17' | Chi tiết | Larsen 58' · Sørensen 80' |

| Ajax       | 1–1      | Real Madrid |
| ---------- | -------- | ----------- |
| Cruyff 17' | Chi tiết | Pirri 35'   |

| Skeid | 0–1      | Sparta Praha |
| ----- | -------- | ------------ |
|       | Chi tiết | Mráz 7'      |

| Karl-Marx-Stadt | 1–3      | Anderlecht                     |
| --------------- | -------- | ------------------------------ |
| Steinmann 41'   | Chi tiết | Mulder 3', 35' · Van Himst 38' |

| Dundalk | 0–1      | Vasas      |
| ------- | -------- | ---------- |
|         | Chi tiết | Korsós 67' |

| Valur          | 1–1      | Jeunesse Esch |
| -------------- | -------- | ------------- |
| Gunnarsson 38' | Chi tiết | Di Genova 25' |

| Glentoran           | 1–1      | Benfica     |
| ------------------- | -------- | ----------- |
| Colrain 10' (ph.đ.) | Chi tiết | Eusébio 86' |

| Saint-Étienne            | 2–0      | KuPS |
| ------------------------ | -------- | ---- |
| Herbin 43' · Jacquet 47' | Chi tiết |      |

| Beşiktaş | 0–1      | Rapid Wien |
| -------- | -------- | ---------- |
|          | Chi tiết | Flögel 22' |

| Olympiakos | 0–0      | Juventus |
| ---------- | -------- | -------- |
|            | Chi tiết |          |

| Botev Plovdiv                        | 2–0      | Rapid Bucureşti |
| ------------------------------------ | -------- | --------------- |
| Dermendzhiev 53' (ph.đ.) · Popov 70' | Chi tiết |                 |

### Lượt về
| Sarajevo                     | 3–1      | Olympiakos Nicosia |
| ---------------------------- | -------- | ------------------ |
| Antić 33' · Šiljkut 83', 84' | Chi tiết | Kettenis 79'       |

Sarajevo giành chiến thắng 5–3 chung cuộc.
| Hibernians | 0–0      | Manchester United |
| ---------- | -------- | ----------------- |
|            | Chi tiết |                   |

Manchester United giành chiến thắng 4–0 chung cuộc.
| Dynamo Kyiv   | 1–1      | Celtic     |
| ------------- | -------- | ---------- |
| Byshovets 89' | Chi tiết | Lennox 67' |

Dynamo Kyiv giành chiến thắng 3–2 chung cuộc.
| Djurgården | 0–1      | Górnik Zabrze |
| ---------- | -------- | ------------- |
|            | Chi tiết | Musiałek 35'  |

Górnik Zabrze giành chiến thắng 4–0 chung cuộc.
| Hvidovre                              | 3–3      | Basel                                 |
| ------------------------------------- | -------- | ------------------------------------- |
| Hansen 18' · Sørensen 39' · Olsen 58' | Chi tiết | Hauser 2' · Benthaus 78' · Wenger 85' |

Hvidovre giành chiến thắng 5–4 chung cuộc.
| Real Madrid            | 2–1 (h.p.) | Ajax      |
| ---------------------- | ---------- | --------- |
| Gento 58' · Veloso 99' | Chi tiết   | Groot 69' |

Real Madrid giành chiến thắng 3–2 chung cuộc.
| Sparta Praha | 1–1      | Skeid       |
| ------------ | -------- | ----------- |
| Mráz 58'     | Chi tiết | Sjøberg 38' |

Sparta Praha giành chiến thắng 2–1 chung cuộc.
| Anderlecht                    | 2–1      | Karl-Marx-Stadt |
| ----------------------------- | -------- | --------------- |
| Bergholtz 33' · Van Himst 38' | Chi tiết | Schuster 11'    |

Anderlecht giành chiến thắng 5–2 chung cuộc.
| Vasas                                                                 | 8–1      | Dundalk  |
| --------------------------------------------------------------------- | -------- | -------- |
| Vidáts 10', 87' · Farkas 32', 35', 72' · Korsós 43', 85' · Molnár 68' | Chi tiết | Hale 25' |

Vasas giành chiến thắng 9–1 chung cuộc.
| Jeunesse Esch                           | 3–3      | Valur                             |
| --------------------------------------- | -------- | --------------------------------- |
| Hnatow 56' · Di Genova 86' · Langer 89' | Chi tiết | Jónsson 10' · Gunnarsson 36', 60' |

Valur hòa 4–4 Jeunesse Esch chung cuộc. Valur đi tiếp nhờ nhiều bàn thắng sân khách.
| Benfica | 0–0      | Glentoran |
| ------- | -------- | --------- |
|         | Chi tiết |           |

Benfica đi tiếp nhờ cầm hòa 1–1 trên sân khách.
| KuPS | 0–3      | Saint-Étienne                                  |
| ---- | -------- | ---------------------------------------------- |
|      | Chi tiết | Herbin 5' · Bosquier 25' · Revelli 84' (ph.đ.) |

Saint-Étienne giành chiến thắng 5–0 chung cuộc.
| Rapid Wien                          | 3–0      | Beşiktaş |
| ----------------------------------- | -------- | -------- |
| Seitl 9' · Grausam 43' · Flögel 75' | Chi tiết |          |

Rapid Wien giành chiến thắng 4–0 chung cuộc.
| Juventus                    | 2–0      | Olympiakos |
| --------------------------- | -------- | ---------- |
| Zigoni 12' · Menichelli 49' | Chi tiết |            |

Juventus giành chiến thắng 2–0 chung cuộc.
| Rapid Bucureşti                  | 3–0 (h.p.) | Botev Plovdiv |
| -------------------------------- | ---------- | ------------- |
| Codreanu 25', 70' · Ionescu 108' | Chi tiết   |               |

Rapid Bucureşti giành chiến thắng 3–2 chung cuộc.

## Vòng 2
| Đội 1        | TTS  | Đội 2                  | Lượt đi | Lượt về |
| ------------ | ---- | ---------------------- | ------- | ------- |
| Sarajevo     | 1–2  | Manchester United      | 0–0     | 1–2     |
| Dynamo Kyiv  | 2–3  | Górnik Zabrze          | 1–2     | 1–1     |
| Hvidovre     | 3–6  | Real Madrid            | 2–2     | 1–4     |
| Sparta Praha | 6–5  | Anderlecht             | 3–2     | 3–3     |
| Vasas        | 11–1 | Valur                  | 6–0     | 5–1     |
| Benfica      | 2–1  | Saint-Étienne          | 2–0     | 0–1     |
| Rapid Wien   | 1–2  | Eintracht Braunschweig | 1–0     | 0–2     |
| Juventus     | 1–0  | Rapid Bucureşti        | 1–0     | 0–0     |

### Lượt đi
| Sarajevo | 0–0      | Manchester United |
| -------- | -------- | ----------------- |
|          | Chi tiết |                   |

| Dynamo Kyiv     | 1–2      | Górnik Zabrze                |
| --------------- | -------- | ---------------------------- |
| Olek 12' (l.n.) | Chi tiết | Szołtysik 15' · Lubański 61' |

| Hvidovre                  | 2–2      | Real Madrid           |
| ------------------------- | -------- | --------------------- |
| Hansen 25' · Petersen 71' | Chi tiết | Gento 35' · Pirri 47' |

| Sparta Praha                | 3–2      | Anderlecht                 |
| --------------------------- | -------- | -------------------------- |
| Mašek 25', 32' (ph.đ.), 62' | Chi tiết | Jurion 35' · Van Himst 55' |

| Vasas                                                            | 6–0      | Valur |
| ---------------------------------------------------------------- | -------- | ----- |
| Bergsson 5' (l.n.) · Pál 14' · Radics 37', 44', 50' · Puskás 47' | Chi tiết |       |

| Benfica                                | 2–0      | Saint-Étienne |
| -------------------------------------- | -------- | ------------- |
| José Augusto 28' · Eusébio 59' (ph.đ.) | Chi tiết |               |

| Rapid Wien | 1–0      | Eintracht Braunschweig |
| ---------- | -------- | ---------------------- |
| Hasil 54'  | Chi tiết |                        |

| Juventus      | 1–0      | Rapid Bucureşti |
| ------------- | -------- | --------------- |
| Magnusson 57' | Chi tiết |                 |

### Lượt về
| Manchester United    | 2–1      | Sarajevo    |
| -------------------- | -------- | ----------- |
| Aston 10' · Best 63' | Chi tiết | Delalić 87' |

Manchester United giành chiến thắng 2–1 chung cuộc.
| Górnik Zabrze | 1–1      | Dynamo Kyiv    |
| ------------- | -------- | -------------- |
| Szołtysik 43' | Chi tiết | Turyanchik 37' |

Górnik Zabrze giành chiến thắng 3–2 chung cuộc.
| Real Madrid                                 | 4–1      | Hvidovre     |
| ------------------------------------------- | -------- | ------------ |
| Velázquez 16' · Grosso 19', 30' · Gento 75' | Chi tiết | Petersen 28' |

Real Madrid giành chiến thắng 6–3 chung cuộc.
| Anderlecht                        | 3–3      | Sparta Praha              |
| --------------------------------- | -------- | ------------------------- |
| Van Himst 60', 65' · Devrindt 83' | Chi tiết | Mašek 30', 85' · Mráz 89' |

Sparta Praha giành chiến thắng 6–5 chung cuộc.
| Valur          | 1–5      | Vasas                                                        |
| -------------- | -------- | ------------------------------------------------------------ |
| Gunnarsson 85' | Chi tiết | Molnár 11' · Pál 13' · Mathesz 30' · Váradi 53' · Kovács 72' |

Vasas giành chiến thắng 11–1 chung cuộc.
| Saint-Étienne | 1–0      | Benfica |
| ------------- | -------- | ------- |
| Bereta 10'    | Chi tiết |         |

Benfica giành chiến thắng 2–1 chung cuộc.
| Eintracht Braunschweig     | 2–0      | Rapid Wien |
| -------------------------- | -------- | ---------- |
| Grzyb 38' · Saborowski 43' | Chi tiết |            |

Eintracht Braunschweig giành chiến thắng 2–1 chung cuộc.
| Rapid Bucureşti | 0–0      | Juventus |
| --------------- | -------- | -------- |
|                 | Chi tiết |          |

Juventus giành chiến thắng 1–0 chung cuộc.

## Tứ kết
| Đội 1                  | TTS  | Đội 2         | Lượt đi | Lượt về |
| ---------------------- | ---- | ------------- | ------- | ------- |
| Manchester United      | 2–1  | Górnik Zabrze | 2–0     | 0–1     |
| Real Madrid            | 4–2  | Sparta Praha  | 3–0     | 1–2     |
| Vasas                  | 0–3  | Benfica       | 0–0     | 0–3     |
| Eintracht Braunschweig | 3–31 | Juventus      | 3–2     | 0–1     |

1 Juventus đánh bại Eintracht Braunschweig 1-0 trong trận play-off để đến bán kết..

### Lượt đi
| Manchester United               | 2–0      | Górnik Zabrze |
| ------------------------------- | -------- | ------------- |
| Florenski 60' (l.n.) · Kidd 90' | Chi tiết |               |

| Real Madrid           | 3–0      | Sparta Praha |
| --------------------- | -------- | ------------ |
| Amancio 62', 63', 68' | Chi tiết |              |

| Vasas | 0–0      | Benfica |
| ----- | -------- | ------- |
|       | Chi tiết |         |

| Eintracht Braunschweig          | 3–2      | Juventus                     |
| ------------------------------- | -------- | ---------------------------- |
| Kaack 28' · Dulz 37' · Berg 38' | Chi tiết | Kaack 10' (l.n.) · Sacco 81' |

### Lượt về
| Górnik Zabrze | 1–0      | Manchester United |
| ------------- | -------- | ----------------- |
| Lubański 70'  | Chi tiết |                   |

Manchester United giành chiến thắng 2–1 chung cuộc.
| Sparta Praha           | 2–1      | Real Madrid |
| ---------------------- | -------- | ----------- |
| Kvašňák 36' · Dyba 45' | Chi tiết | Gento 57'   |

Real Madrid giành chiến thắng 4–2 chung cuộc.
| Benfica                       | 3–0      | Vasas |
| ----------------------------- | -------- | ----- |
| Eusébio 48', 70' · Torres 77' | Chi tiết |       |

Benfica giành chiến thắng 3–0 chung cuộc.
| Juventus               | 1–0      | Eintracht Braunschweig |
| ---------------------- | -------- | ---------------------- |
| Bercellino 88' (ph.đ.) | Chi tiết |                        |

Juventus hòa 3–3 với Eintracht Braunschweig chung cuộc.
| Juventus      | 1–0      | Eintracht Braunschweig |
| ------------- | -------- | ---------------------- |
| Magnusson 56' | Chi tiết |                        |

Juventus giành chiến thắng 1–0 trong trận play-off.

## Bán kết
| Đội 1             | TTS | Đội 2       | Lượt đi | Lượt về |
| ----------------- | --- | ----------- | ------- | ------- |
| Manchester United | 4–3 | Real Madrid | 1–0     | 3–3     |
| Benfica           | 3–0 | Juventus    | 2–0     | 1–0     |

### Lượt đi
| Manchester United | 1–0      | Real Madrid |
| ----------------- | -------- | ----------- |
| Best 36'          | Chi tiết |             |

| Benfica                  | 2–0      | Juventus |
| ------------------------ | -------- | -------- |
| Torres 64' · Eusébio 70' | Chi tiết |          |

### Lượt về
| Real Madrid                         | 3–3      | Manchester United                          |
| ----------------------------------- | -------- | ------------------------------------------ |
| Pirri 32' · Gento 41' · Amancio 45' | Chi tiết | Zoco 44' (l.n.) · Sadler 73' · Foulkes 78' |

Manchester United giành chiến thắng 4–3 chung cuộc.
| Juventus | 0–1      | Benfica     |
| -------- | -------- | ----------- |
|          | Chi tiết | Eusébio 66' |

Benfica giành chiến thắng 3–0 chung cuộc.

## Chung kết
| Manchester United                       | 4–1 (h.p.)           | Benfica   |
| --------------------------------------- | -------------------- | --------- |
| Charlton 53', 99' · Best 92' · Kidd 94' | Chi tiết MatchCentre | Graça 79' |

## Ghi bàn hàng đầu
Danh sách các cầu thủ ghi bàn hàng đầu của giải Cúp châu Âu mùa giải 1967-1968 như sau:
| Vị trí | Tên cầu thủ          | Đội bóng          | Số bàn thắng |
| ------ | -------------------- | ----------------- | ------------ |
| 1      | Eusébio              | Benfica           | 6            |
| 2      | Francisco Gento      | Real Madrid       | 5            |
| 2      | Paul Van Himst       | Anderlecht        | 5            |
| 2      | Václav Mašek         | Sparta Praha      | 5            |
| 5      | Amancio              | Real Madrid       | 4            |
| 5      | Hermann Gunnarsson   | Valur             | 4            |
| 5      | Włodzimierz Lubański | Górnik Zabrze     | 4            |
| 8      | Boško Antić          | Sarajevo          | 3            |
| 8      | George Best          | Manchester United | 3            |
| 8      | János Farkas         | Vasas             | 3            |
| 8      | István Korsós        | Vasas             | 3            |
| 8      | Ivan Mráz            | Sparta Praha      | 3            |
| 8      | Pirri                | Real Madrid       | 3            |
| 8      | János Radics         | Vasas             | 3            |
| 8      | David Sadler         | Manchester United | 3            |